# Eublemma nyctopa
Eublemma nyctopa is een vlinder van de familie van de spinneruilen (Erebidae). De wetenschappelijke naam van deze soort is voor het eerst voorgesteld door George Thomas Bethune-Baker in een publicatie uit 1911.
De soort komt voor in Angola.